# Senegalia skleroxyla
Senegalia skleroxyla là một loài thực vật có hoa trong họ Đậu. Loài này được (Tussac) Seigler & Ebinger mô tả khoa học đầu tiên năm 2009.